# 大年

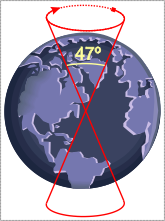
地球的自轉軸對黃道的傾斜保持不變，但會在天球上掃掠出一個圓形路徑，完成這個圓的時間被稱為大年，是很長的一個時間單位。

大年一詞有多種含義。在科學的天文學中，它是指分點繞行黃道一個完整週期所需的時間，大約為25,800年。根據托勒密的說法，他的老師 依巴谷通過將春分點的位置與恆星進行比較，發現了這種現象，並指出它大約每72年向西移動一度。這意味著所有黃道星座的完整周期大約需要 25,920年；現時更精確的數值是25,772年。在日心模型中，這種進動可以想像為地球的自轉軸緩慢地沿著法線到黃道平面的圓形路徑。目前，地軸指向北極星勾陳一附近，但由於歲差，這種排列是暫時的，會隨著時間的推移而移動，只有在一個完整的大年去後才會回歸。
柏拉圖年也稱為大年，它有著不同的更古老、更神秘的含義。柏拉圖假設太陽、月球和肉眼可見行星在軌道上運動會隨著時間向前或向後移動，就會到達與現在相同的點，也就是在天球上回到相同的位置。他稱這個時間週期為大年，並建議這統一回歸每發生一次的長度大約為36,000年。但沒有證據顯示這種重新調整的事件曾經發生過，事實上也永遠不會發生。
推而廣之，大年這個詞可以用來指世界上的神話或哲學中的任何類型永恆輪迴的概念。歷史學家奧托·紐格伯爾（英語：Otto Neugebauer）寫道：
大年的困難在於它的模糊性。幾乎在任何時期都可以在某個時間或某個地方找到這個名詞。

## 科學描述

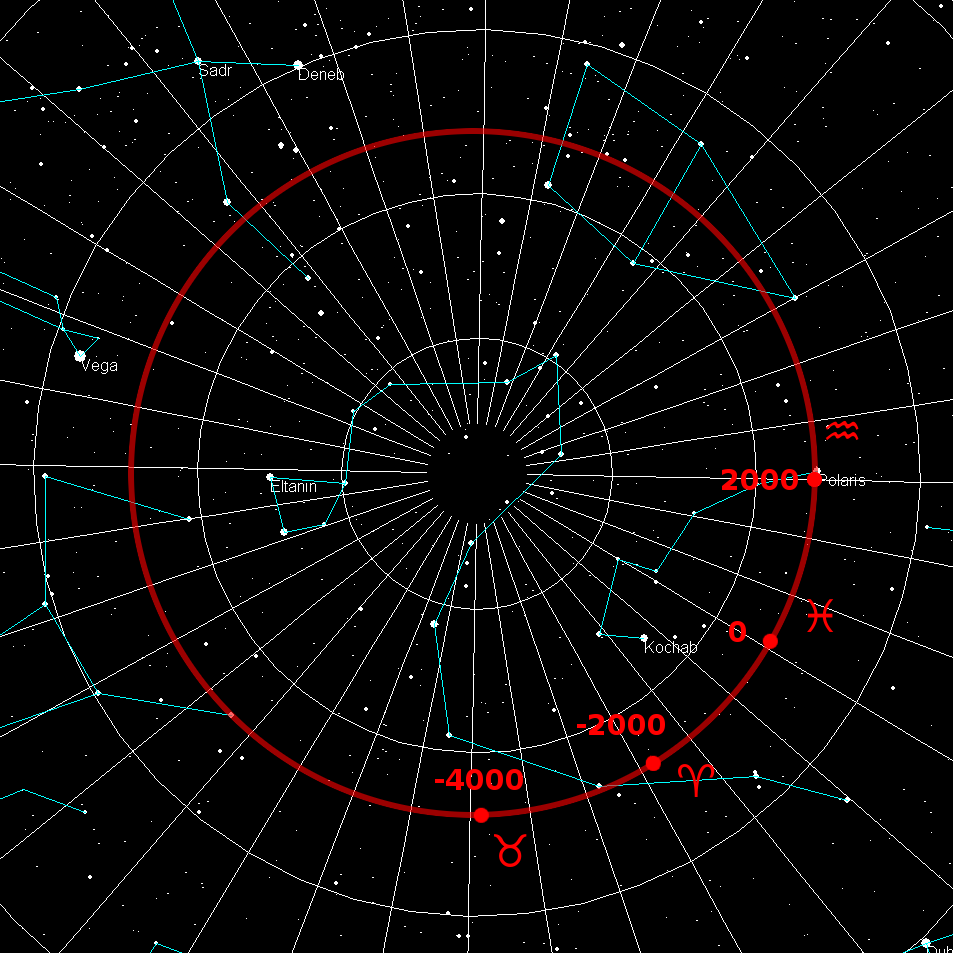
地球北極投射到天球上的路徑描繪了一個需要25,772年才能完成的圓。紅色的註記表示過去曆元的極點位置和春分點所在的星座。

黃道面是太陽在星空背景下的視運動所描述的平面。它實際上是地球繞太陽的軌道運動引起的視運動。地球的自轉軸不是垂直於這個平面，而是與垂直面成約23.5度角。因為在地球繞太陽公轉的一年中，軸線在空間中的指向保持不變，因此北極和南極正上方的點保持不變。
由於地球赤道的隆起，受到其它天體引力的影響，地球自轉軸有著繞其垂直於黃道平面的緩慢圓錐運動。在受到側向力的陀螺儀中也可以觀察到類似的錐形運動。
地軸指向合力的運動結果稱為一般進動，是分點以每年大約50.3弧秒的速率沿著黃道向西移動。經歷25,772年，這個點再次回到在天空中開始觀測的同一點上。
此外，地球自轉軸的傾斜或歪斜不是固定的，而是在自身的週期中變化著。在平均約40,000年的週期中，轉軸的傾角會在22.1度到24.5度之間變化。

進動是在陀螺儀上觀察到轉軸的微小角度旋轉。

## 兩種定義的歷史
柏拉圖（約西元前 360 年）使用術語「完美年」（英語：perfect year）來描述天體（行星）的周日運動回歸至其原始固定於恆星的位置（同一個圓），但沒有證據表明他對軸向進動有任何瞭解。柏拉圖描述的週期是行星和星體合相的週期，可以在沒有任何軸向進動意識的情況下進行假設。
在柏拉圖死後大約兩百年，依巴谷（約西元前 120 年）是第一位發現歲差的希臘人（見下文）。
西塞羅（英語：Cicero，西元前1世紀）追隨柏拉圖將大年定義為太陽、月球和行星週期的組合。
柏拉圖對完美年份的描述可以在他的對話錄中找到：  
因此，人們幾乎不知道這樣一個事實：時間真的是這些軀體的遊蕩，數量多得令人眼花撩亂，而且變化多端令人驚訝。儘管如此，這還是有可能的，當所有八個週期的相對速度一起完成，並且以速度均勻相同的圓來衡量，已然達到了它們的完美時，我們就能以完美的時間數帶來完美年。
在《自然》雜誌上，西塞羅寫道：
數學家們根據行星的不同運動建立了他們所謂的大年，「當太陽、月球和五顆行星都完成它們的運動時，它們就完成了彼此相對於彼此的相同位置。這段時間的長短引起了激烈的爭論，但它必須是一個固定的、確定的時間。
馬克羅比烏斯（英語：Macrobius，公元五世紀早期）在他對西塞羅的Somnium Scipionis評論中指出：哲學家們認為大年是15,000年。
肯索里努斯（英語：Censorinus，公元3世紀）寫道阿里斯塔克斯（英語：Aristarchus of Samos）認為一個大年是2,484年，但有人認為這是對2,434年的錯誤複製，它代表了45個輪轉週期。
柏拉圖年的起源似乎與分點歲差無關，因為在柏拉圖時代對這仍是一無所知。柏拉圖之後兩個世紀，才認為依巴谷發現分點歲差 。最終，「大年」一詞應用於由地軸緩慢旋轉引起的歲差週期。
大約在西元前二世紀中葉，天文學家依巴谷發現，以固定的恆星作為一個整體，在每年確定分點和至點位置時，它們的位置會逐漸改變…奧托·紐格伯爾（英語：Otto Neugebauer）認為，依巴谷實際上認為[36,000年]是最大的數值，他還計算了一個完整歲差週期的真實數值，剛好低於26,000年…。

據信，大年的兩個定義之間的混淆起源於天文學家托勒密（約西元 170 年），他採用了更大、更不正確的36,000年數值。這導致柏拉圖基於行星週期的大年，與由恆星運動定義的歲差大年越來越多地混為一談。一些學者甚至指控托勒密造假，暗示他可能捏造了觀測結果來支持36,000年的週期，而不顧他掌握的數據足夠好，本可以使他更接近26,000年的正確數值。
約瑟夫斯（英語：Josephus，西元37-100年）指的大年是600年。
上帝賜予他們更長的壽命，因為他們的美德，以及他們在天文和幾何學的發現中充分利用了這些美德，除非他們活了六百歲，否則他們就沒有時間預言[恆星的週期]；因為大年是在這段時間里完成的。
有人認為，他是從貝羅梭斯（約西元前3世紀）獲得這個值，以60年、600年和3,600年為間隔計算時間。
艾薩克·牛頓（1643 –1726/27）確定了歲差的原因，並確定了歲差值為每72年1度，非常接近現在測得的最佳值，從而證明早期每世紀1度大小的誤差。

## 與其它地質事件和物理過程相比的時間尺度
世界上最近的一次超級火山噴發，紐西蘭陶波火山的奧魯阿努伊噴發，幾乎恰好發生在一大年前。鈽-239的半衰期，24,110年，比大年短一點。經過一大年的歲月，星際太空探測器航海家1號預計幾乎已經穿過理論上的歐特雲。

### 引用的作品
- Campion, Nicholas. . Arkana/Penguin Books. 1994. ISBN 0-14-019296-4.

## 進階讀物
- Callatay, G. de. . Louvain: l'Institut Orientaliste de Louvain. 1996. |number=被忽略 (帮助)
- Cristoff, Boris. Roca, Martínez , 编. . Barcelona: colección Fontana. 1981.
- Mcevilley, Thomas C. . . Allworth. 2001. ISBN 1581152035.